# Melastomateae
Melastomateae je  tribus iz porodice melastomovki, dio potporodice Melastomatoideae.
Sastoji se od 47 rodova

## Rodovi
1. Pterogastra Naudin (2 spp.)
2. Loricalepis Brade (2 spp.)
3. Pterolepis (DC.) Miq. (16 spp.)
4. Guyonia Naudin (14 spp.)
5. Mallophyton Wurdack (1 sp.)
6. Microlepis (DC.) Miq. (3 spp.)
7. Anaheterotis Ver.-Lib. & G. Kadereit (1 sp.)
8. Argyrella Naudin (7 spp.)
9. Cailliella Jacq.-Fél. (1 sp.)
10. Tristemma Juss. (15 spp.)
11. Melastomastrum Naudin (7 spp.)
12. Dichaetanthera Endl. (37 spp.)
13. Dissotidendron (A. Fern. & R. Fern.) Ver.-Lib. & G. Kadereit (11 spp.)
14. Heterotis Benth. (6 spp.)
15. Dupineta Raf. (5 spp.)
16. Nothodissotis Ver.-Lib. & G. Kadereit (2 spp.)
17. Pseudosbeckia A. Fern. &. R. Fern. (1 sp.)
18. Rosettea Ver.-Lib. & G. Kadereit (21 spp.)
19. Derosiphia Raf. (1 sp.)
20. Dissotis Benth. (6 spp.)
21. Nerophila Naudin (8 spp.)
22. Antherotoma (Naudin) Hook. fil. (12 spp.)
23. Almedanthus Ver.-Lib. & R. D. Stone (1 sp.)
24. Eleotis Ver.-Lib. & R. D. Stone (4 spp.)
25. Pyrotis Ver.-Lib. & R. D. Stone (1 sp.)
26. Feliciotis Ver.-Lib. & G. Kadereit (12 spp.)
27. Dionychastrum A. Fern. & R. Fern. (1 sp.)
28. Melastoma L. (103 spp.)
29. Osbeckia L. (39 spp.)
30. Rousseauxia DC. (13 spp.)
31. Amphorocalyx Baker (5 spp.)
32. Dionycha Naudin (3 spp.)
33. Desmoscelis Naudin (2 spp.)
34. Andesanthus P. J. F. Guim. & Michelang. (9 spp.)
35. Pleroma D. Don (180 spp.)
36. Chaetogastra DC. (120 spp.)
37. Heterocentron Hook. & Arn. (14 spp.)
38. Tibouchina Aubl. (35 spp.)
39. Brachyotum (DC.) Triana (55 spp.)
40. Centradenia G. Don (4 spp.)
41. Centradeniastrum Cogn. (2 spp.)
42. Schwackaea Cogn. (1 sp.)
43. Pilocosta Almeda & Whiffin (5 spp.)
44. Chaetolepis (DC.) Miq. (10 spp.)
45. Monochaetum (DC.) Naudin (55 spp.)
46. Bucquetia DC. (3 spp.)
47. Castratella Naudin (2 spp.)

- Dissotis 's. lat.' (2 spp.)